# Eiji Sato
Eiji Satō (佐藤 英二 Satō Eiji?), född 8 april 1971 i Tokyo prefektur, är en japansk tidigare fotbollsspelare.
Sato började sin karriär 1990 i Mitsubishi Motors (Urawa Reds). Efter Urawa Reds spelade han för Fukushima FC och Sony Sendai. Han avslutade karriären 2002.